# Matteo Capranica
Matteo Capranica (* 26. August 1708 in Amatrice (Provinz Rieti); † um 1776 in Neapel) war ein italienischer Komponist der neapolitanischen Schule.

## Leben
Matteo Capranica wurde in Neapel am Conservatorio di Sant'Onofrio a Porta Capuana unter Nicola Porpora, Ignazio Prota und Francesco Feo ausgebildet. Nach Beendigung der Ausbildung wurde er maestro di cappella an verschiedenen Kirchen Neapels und beschäftigte sich mit sakraler und säkularer Musik. Viele Jahre war er Organist des zweiten Chores an der Kathedrale San Gennaro von Neapel. Seine erste Oper, die commedia per musica Il Carlo, wurde 1736 im Teatro Nuovo uraufgeführt. Bis 1753 komponierte er acht weitere Opern, darunter Merope (1751). Außerdem ergänzte er die vom erkrankten Leonardo Leo unvollständig gelassene Partitur zu dessen Oper La fina frascatana. Zu seinen weiteren bekannt gewordenen Werken zählen 2 Oratorien (Debbora (1742) und Isacco), 2 Messen, 2 Sonaten, eine Kantate (1748), mehrere Arien und Gesangsduette, sowie sechs Toccaten für Cembalo.